# 马尼塞斯
马尼塞斯，是西班牙巴伦西亚自治区巴伦西亚省的一个市镇。总面积20平方公里，总人口25685人（2001年），人口密度1284人/平方公里。

## 友好城市
- 法國 韦尼雪